# Зул
Свято лампад (калм. Зул-хурал, Зула-хурал; монг. Зулин хурал; тиб. དགའ་ལྡན་ལྔ་མཆོད་ཆེན་མོ,) — свято, присвячене відходу з цього світу засновника тибетської буддійської школи гелуг, Цонкапи. Відзначається послідовниками школи гелуг 25-го числа 10 місячного місяця за буддистським календарем. У Росії традиційно святкується бурятами, калмиками та тувинцями. Назву отримало від того, що в це свято прийнято запалювати лампади (зул).

## Про Цонкап
У буддизмі цей день — день пам'яті про смерть (день відходу в нірвану) засновника школи тибетської гелугпа — реформатора і філософа Чже Цзонхави (1357–1419). Лама Цзонхава шанується в Тибеті як другий Будда, а два його твори — «Ламрім» (присвячений загальному шляху Махаяни) і «Нагрим» (посвячений шляху Таємної Мантри) — охоплюють духовну практику буддизму у всьому його обсязі. Сам Цонхава наприкінці життя просив майбутніх учнів не засмучуватися, що вони не зустрілися з ним особисто, а прочитати дві згадані праці, що буде рівноцінним особистій зустрічі.
Чотири основні дії Цонкапи пов'язані з заснуванням школи гелуг:
- реставрація та переосвячення зображення Будди майбутнього, Майтрея як знак тисячолітнього існування нової школи;
- повернення до суворого чернечого статуту буддійської громади перших століть, який був прийнятий на спільному Соборі за участю представників усіх буддистських шкіл Тибету;
- заснування свята Монлам Ченмо, що сприяло єднанню народу та нової школи;
- будівництво монастиря Ганден, або «землі Тушита», де мешкає Майтрея, і зведення в цьому монастирі мандали із зображенням божеств-охоронців (ідамів) Чакрасамвари, Гухьясамаджі та Ямантаки.

Створена Цзонхавою школа гелуг стала найвпливовішою зі всіх шкіл Тибету. Глава школи носить титул Г'ялва (тиб. переможець) і вважається втіленням бодгісаттви Авалокітешвари. З середини XVII століття школа гелуг утвердилася в Монголії, Бурятії, Калмикії та Туві.

## Святкування Зула-хуралу духовенством
|  | Початок свята припадає на вечірній час, при сходженні сузір'я Бечі (плеяди). Молоді баньді... як тільки з'явиться воно, відразу запалюють лампади і всередині своїх юрт, і назовні, так що весь монастир здається залитим вогнем від блиску плошок... Внутрішність суме цього разу представляє також надзвичайний вигляд. Серед кумирні трьома усупами піднімається підвищення у вигляді столу. На ньому ставиться завжди 108 лампад, на двох нижніх уступах кількість лампад, що ставляться, надається старанності лам і останнє проявляється тут у всій своїй силі... Ззовні лампади розставляються по покрівлі кумирні, по землі навколо кумирних стін, в притворі кумирні, на ганку і т.д. Крім всього в кумирні цього разу готуються в особливо великому вигляді і кількості зазвичай жертви, що підносяться бурханам, а тахілиїн ширше-жертвенний стіл буває просто засипаний квітами. |

У день пам'яті Цонхави на знак скорботи прийнято їсти особливу кашу, яка вариться зі шматочків тіста. Ченці читають молитви, віруючі миряни роблять дари храму грошима, їжею, речами. У монастирях влаштовують урочисті процесії, під час яких люди йдуть із запаленими смолоскипами та несуть скульптурне зображення Цонкапи.

## Святкування Зула-хуралу в Калмикії

### Додавання року до віку
З давніх-давен у калмицьких сім'ях не відзначали дні народження, було спільне для всіх свято Зул, інакше зване «Днем збільшення віку у калмицького народу» (калм. Хальмг улсін нас авдг одр). Цього дня усі калмики додавали до свого віку один рік.

### Сімейне свято
Зул прийнято відзначати у домашньому колі, оскільки основний ритуал «насн авах» (продовження життя) проводився саме в сім'ї. Напередодні свята готували частування, пекли борцоки. Старші люди у сім'ї готувалися до обряду. З крутого тіста робили дві довгасті форми у вигляді човників, в яких встановлювали заготовлені заздалегідь ґноти за кількістю років на кожного члена сім'ї, до яких додавали по одній або дві соломинки зверху. Все це просочували топленим маслом. Коли на небі запалювалися перші зірки, ґноти підпалювали. Усі члени сім'ї ходили по колу за годинниковою стрілкою, молитовно склавши руки, пошепки читали молитву Білій тарі (у буддизмі — божество довголіття). Ця традиція досі існує у калмицьких сім'ях. Потім вся сім'я сідала за святковий стіл, і вимовлялися побажання благополуччя, а також запалювалися лампади.

### Державне свято
Відповідно до Закону Республіки Калмикія від 13 жовтня 2004 р. N 156-III-З «Про святкові та пам'ятні дні в Республіці Калмикія» свято Зул є національним святом Калмикії.